# Справа про адміністративне правопорушення
Справа про адміністративне правопорушення — впорядкована сукупність матеріалів, які документують обставини адміністративного правопорушення та містять відомості про результати розгляду питання про притягнення особи до відповідальності за адміністративне правопорушення (проступок), оскарження результатів [такого] розгляду (факультативно), а також матеріали про виконання постанови про накладення адміністративного стягнення. 
Розгляд справи про адміністративне правопорушення має декілька стадій – порушення (заведення) справи про адміністративний проступок, розгляд справи та винесення постанови у справі про  адміністративне правопорушення, оскарження або опротестування рішення по справі і його перегляд, виконання постанови у справі – і кожній з цих стадій відповідає, як правило, окремий процесуальний документ (протокол про адміністративне правопорушення, постанова у справі про адміністративне правопорушення, матеріали про виконання постанови у справі про адміністративні правопорушення тощо), що є частиною справи про адміністративне правопорушення.
Порядок формування та проходження  (руху, розгляду) матеріалів у справах про адміністративні правопорушення визначається Кодексом України про адміністративні правопорушення та відомчими інструкціями (порядками, положеннями), затвердженими органами, уповноваженими розглядати справи про  адміністративні правопорушення. У додатках до вказаних відомчих інструкцій (порядків, положень) можуть також міститися зразки (бланки) протоколу про адміністративне правопорушення та постанови про адміністративне правопорушення.
Органи та посадові особи, уповноважені розглядати справи про адміністративні правопорушення, про результати їх розгляду подають до органів Державної служби статистики України річний звіт встановленої форми.